# Albaniens demografi
Demografiske statistikker for Albanien er usikre, da der ikke foreligger officielle tal; de statistiske opgørelser i denne artikel er derfor baseret på esitimater. Albaniens befolkningstal var i juli 2007 på ca. 3.600.523 personer, og den befolkningstilvækst var på ca. 0.73%. Albanien er et etnisk relativt homogent land, hvor der kun lever små mindretal, de omfattere grækere, aromænere, torbesh, gorani, makedonere, romaer, montenegrinere, balkan egyptere og jøder. Det dominerende sprog er albansk, men mange albanere taler også engelsk, græsk eller italiensk.

## Albanerne
I Albanien er der to dominerende albansktalende befolkningsgrupper ghegerne og toskerne, den vigtigste forskel mellem dem ligger i deres traditionelle erhverv og sociale organisation. Ghegerne bor spredt i utilgængelige bjergområder og har traditionelt ernæret sig ved kvægdrift. De har i århundreder levet isoleret fra omverdenen og har modtaget ringe indflydelse udefra. Tyrkerne formåede heller aldrig at få fuld kontrol over dette område. Ghegerne har indtil vor tid bevaret et primitivt patriarkalsk stammesystem. Overhovedet i hver stamme afgjorde tvister, arrangerede giftermål og idømte straf. Karakteristisk for ghegerne var blodhævnen, som endnu i dag ikke er helt udryddet. Endnu i 1920'erne skyldtes 20% af dødsfaldene blandt den mandlige del af befolkningen blodhævn. Toskerne derimod har større lighedstræk med de andre folk på Balkan. De bor i kompakte landsbyer, og har traditionelt ernæret sig ved landbrug. Denne del af landet var frem til 1945 domineret af osmannisk feudalisme, hvor godsejerne oftest var muslimer og landarbejderbefolkningen overvejende kristne. Toskerne har altid været mere tilgængelige for indflydelse udefra, og nye tanker og ideer er oftest trængt ind i Albanien gennem denne landsdel. Også i religiøs henseende har albanerne været opdelt i flere grupper. Den overvejende majoritet var muslimer (70%), der var opdelt i to grupper. Ghegerne i nord var ortodokse sunnimuslimer, mens toskerne i syd overvejende var bektashere. De kristne udgjorde 30%, af dem var 20 % græskortodokse toskere, og 10% var katolske ghegere omkring byen Shkodër.

## Albansk sprog
Det albanske sprog står helt isoleret indenfor den indoeuropæiske sprogfamilie. Ud fra bl.a. sproglige og antropologiske kriterier inddeles albanerne i to grupper: Ghegere og toskere. Ghegerne (67 %) holder til i Nordalbanien og i Kosovaområdet i Jugoslavien (ca. ½ mill.). Toskerne bor syd for floden Shkumbi, og desuden bor der ca. 100.000 i Grækenland og ca. 100.000 i Italien (Sicilien, Calabrien). Ghegisk og toskisk er to adskilte dialekter.

## Demografisk data fra the CIA World Factbook

### Aldersfordeling
0-14 år: 24.8% (drenge 464,954/piger 423,003)
15-64 år: 66.3% (mænd 1,214,942/kvinder 1,158,562)
65 år eller mere: 8.9% (mænd 148,028/kvinder 172,166) (2006 est.)

### Aldersmedian
Total: 28.9 år
Mænd: 28.3 år
Kvinder: 29.5 år (2006 est.)

### Befolkningstilvækst
0.73% (2007 est.)

### Fødselsrate
15.16 fødsler/1,000 personer (2007 est.)1

### Dødsrate
5.33 døde/1,000 personer (2007 est.)

### Migrationsrate
Det estimeres, at mere end 1. mio. albanere lever i udlandet.

### Kønsfordeling
Ved fødsel: 1.1 mænd/kvinder
Under 15 år: 1.1 mænd/kvinder
15-64 år: 1.05 mænd/kvinder
65 år el. mere: 0.86 mænd/kvinder
Totale befolkning: 1.04 mænd/kvinder (2006 est.)

### Børnedødelighed
Total: 12.75 døde/1,000 levendefødte
Drenge: 6.2 døde/1,000 levendefødte
Piger: 6.27 døde/1,000 levendefødte (2006 est.)

### Forventet levealder ved fødsel
Total population: 77.43 år
Mænd: 74.78 år
kvinder: 80.34 år (2006 est.)

### Totale fertilitetsrate
2.03 fødsler/kvinde (2006 est.)

### Etniske grupper
1989 Census
Total: 3,182,417
Albanere:3,117,601
Grækere:58,758
Makedonere:4,697
Montenegrinere:100
Rumænere, bulgarere and tjekkeslovakker:782
Andre: 479

### Religion
Muslimer 60-65%, Albansk Ortodokse 20-25%, Romersk-katolske 10-15%.

### Sprog
Albansk (officielt sprog – baseret på Tosk dialekter og suppleret med ord fra Ghesg)

### Læsekyndighed
Definition: andel på 9 år og derover, som kan læse og skrive
Totale befolkning: 98.7%
Mænd: 99.2%
Kvinder: 98.3% (2006)